# Florence Wambugu
Florence Muringi Wambugu (* 23. srpna 1953) je keňská rostlinná patoložka se specializací na virologii a genetické inženýrství. Její práce má značný ekonomický a sociální dopad, neboť využitím biotechnologií ke zvýšení produkce potravin zlepšuje životní podmínky tisíců zemědělců a rodin ve východní Africe.
Bakalářský titul v oboru botanika a zoologie získala na univerzitě v Nairobi v Keni, magisterský titul v oboru botanické patologie na North Dakota State University ve Spojených státech amerických a doktorát na univerzitě v Bath ve Spojeném království. Postdoktorský výzkum absolvovala ve společnosti Monsanto v USA. Více než 30 let se věnovala zemědělskému výzkumu, v němž významně přispěla ke zlepšení vlastností čiroku, kukuřice, pyrethra, banánů a sladkých brambor pěstovaných v Keni. Na začátku své kariéry pracovala ve veřejných a mezinárodních institucích, ale brzy si uvědomila, že biotechnologie mohou vyřešit potravinovou krizi v Africe, a zasvětila tomu zbytek své kariéry. Od roku 2002 stojí v čele neziskové organizace Africa Harvest Biotech Foundation International (AHBFI), kterou založila, aby svou vizi mohla realizovat.
Za svou práci v Africe obdržela četná ocenění a vyznamenání od místních i mezinárodních organizací.

## Biografie
Florence Wambugu se narodila 23. srpna 1953 jako šesté z devíti dětí a spolu se svými sourozenci vyrůstala na malé farmě v Nyeri nedaleko Nairobi. V roce 1963, když jí bylo deset let, musel její otec odejít pracovat na farmu bílých osadníků a nechal matku s devíti dětmi přežívat samotné na farmě, kde pěstovali sladké brambory. Rodina ručně okopávala a plela pole, což byla náročná práce s malými výnosy, proto většinu času trpěli hladem. Na polnostech měla možnost vidět škody způsobené chorobami a škůdci, kteří napadali jejich skromnou úrodu.
Od dětství projevovala mimořádný zájem o potravinářství a už v sedmi letech se pokoušela vytvořit pesticidy proti broukům. Její cesta za vzděláním byla složitá, matka kvůli tomu musela prodat jejich jedinou krávu, ale Florence ve škole vynikala, zejména v přírodních vědách. Po dokončení střední školy nastoupila na univerzitu v Nairobi, kde studovala botaniku. Poté získala práci v Keňském zemědělském výzkumném ústavu a začala svou celoživotní kariéru v oboru rostlinné vědy. Na svém prvním pracovišti, karanténním pracovišti a stanici pro výzkum plodin nedaleko Nairobi, měla možnost úzce spolupracovat s mezinárodními odborníky v oblasti tkáňových kultur. Úkolem týmu bylo vybrat vhodné životaschopné rostliny k dovozu, ale také eliminovat případné choroby, které s sebou rostliny přinesly.
Florence pokračovala ve studiu rostlinné patologie na Univerzitě Severní Dakoty ve Fargu, kde v roce 1984 získala magisterský titul, a v roce 1991 získala doktorát na univerzitě v Bath. Během studia přešla od tkáňových kultur k rostlinné patologii a začala se zaměřovat na základní africké plodiny jako sladké brambory, čirok, maniok, banány a další, u nichž se snažila zlepšit životaschopnost a schopnost bojovat s chorobami. Několik let pracovala jako výzkumná pracovnice v Keňském zemědělském výzkumném ústavu (KARI) a ve společnosti Monsanto. Působila také jako ředitelka Mezinárodní služby pro získávání agrobiotechnologických aplikací (ISAAA). Zásluhou jejího výzkumu se zlepšily životní podmínky drobných zemědělců ve východní Africe.
V roce 2002 založila neziskovou organizaci Africa Harvest Biotech Foundation International (AHBFI), která se zasazuje o vizi Afriky bez hladu, chudoby a podvýživy. Nadace, v jejímž čele stojí, působí jako celoafrický hlas a zprostředkovatel informací, vzdělávání a osvěty o všem, co by zemědělci a vedoucí představitelé měli vědět o výhodách biotechnologií.  Prostřednictvím různých intervencí umožňuje, aby se výhody biotechnologií dostaly k drobným zemědělcům na venkově, kde se v Africe produkuje 90 % potravin. Zasloužila se také o rozvoj ucelených dodavatelsko-odběratelských řetězců, dosáhla například zlepšení přístupu producentů banánů na trh prostřednictvím intervencí jako rozvoj mikrofinančních úvěrových systémů, které umožňují zemědělcům investovat do levného zavlažování a pomáhají stabilizovat produkci.
Florence Wambugu je celosvětově uznávaná odbornice v oblasti biotechnologií, která přednášela na všech kontinentech. Publikovala více než 100 odborných článků a je spoluautorkou mnoha dalších. Je také autorkou a vydavatelkou knihy Modifying Africa: How Biotechnology Can Benefit the Poor (tj. „Měníme Afriku: Jak může biotechnologie prospět chudým“, 2001). V knize předkládá přesvědčivé argumenty ve prospěch biotechnologií a dochází k závěru, že tato mocná zemědělská revoluce by Afriku neměla minout. Florence Wambugu a Daniel Kamanga jsou autory druhé knihy Biotechnology in Africa: Emergence, Initiatives and Future (tj.  „Biotechnologie v Africe, vznik, iniciativy a budoucnost“, 2014). S odborníky z Afriky z oblasti ekonomie, zemědělství, biotechnologie, práva, politiky a akademické obce v této knize rozebírají různé biotechnologické iniciativy a předpovídají budoucí vývoj biotechnologií v Africe. Autoři v knize ukazují, že biotechnologie mají potenciál zlepšit potravinovou bezpečnost a životní úroveň a také zmírnit škodlivé účinky klimatických změn na africkém kontinentu.
Wambugu vychovala tři děti.

## Ocenění
Získala řadu ocenění a vyznamenání:
- 1990 cena za podporu farmářů, kterou jí udělila Keňská marketingová rada za pyrethrum
- 1991 a 1992 cena společnosti Monsanto za mimořádný výkon
- 2000 Žena roku podle časopisu Eve
- 2000 první místo v soutěži Global Development Network Awards
- 2008 norská cena YARA za významný přínos v boji proti hladu a chudobě v Africe
- 2009 čestný doktorát na univerzitě v Bath[3]
- 2015 Scientific American Worldview ji zařadil mezi 100 nejvlivnějších lidí na světě v oblasti biotechnologií[7]